# One Less Lonely Girl
"원 레스 론리 걸"(One Less Lonely Girl)은 미국의 남성 솔로 가수 저스틴 비버의 1집 앨범 두 번째 싱글이다. 2009년 10월 발매되었고, 한국인 프로듀서 신혁이 참여해 화제가 되었다.